# شاين أرديرن
شاين أرديرن (بالإنجليزية: Shane Ardern)‏ هو فلاح وسياسي نيوزلندي، ولد في 26 يناير 1960 في نيوزيلندا. حزبياً، نشط في الحزب الوطني في نيوزيلندا. وقد انتخب عضو مجلس النواب النيوزيلندي.